# Ilse Schaeffer
Ilse Schaeffer (* 23. Oktober 1899 in Fraustadt/Schlesien als Ilse Liebig; † 30. Juni 1972 in Potsdam) war eine deutsche Bildhauerin und Widerstandskämpferin.

## Leben
Liebig wuchs in Posen auf und arbeitete zunächst als Kontoristin. In Berlin besuchte sie von 1919 bis 1921 die Handelshochschule, um Diplomhandelslehrerin zu werden. Dann begann sie mit dem Studium der Bildhauerei an der Kunstgewerbeschule in Berlin-Charlottenburg, wo sie eine spezielle Ausbildung in Metalltechniken und Keramik erhielt.
Nach einer kurzen Ehe mit dem Bildhauer Eliso Garbani-Nerini heiratete sie 1928 den Sinologen Philipp Schaeffer, der bereits seit 1928 Mitglied der KPD war. Ilse trat Anfang der 1930er Jahre ebenfalls der KPD bei, weshalb beide nach Beginn der Zeit des Nationalsozialismus mehrmals verhaftet wurden. Durch das Studium hatte Ilse Kontakt zu dem Kreis um Fritz Cremer, Kurt Schumacher, Ruthild Hahne und anderen Mitkämpfern der Roten Kapelle. Zusammen mit ihrem Mann und anderen Freunden half sie auch aus rassistischen Gründen Verfolgten unterzutauchen und zu emigrieren.
Nach der Aufdeckung dieser großen Widerstandsorganisation im Herbst 1942 wurden auch Ilse und Philipp Schaeffer verhaftet. 1943 wurde Ilse Schaeffer wegen Beihilfe zur Vorbereitung zum Hochverrat in zwei Fällen vom Reichskriegsgericht zu insgesamt 3 Jahren Zuchthaus verurteilt und kam in das Zuchthaus Cottbus. Durch das Ende des Zweiten Weltkrieges wurde sie aus der Haft befreit. 1945 war sie Bürgermeisterin von Zernsdorf. Dann zog sie nach Merseburg, wo sie bis 1948 aktiv am Wiederaufbau mitwirkte. Ab 1949 lebte sie in Potsdam. Von 1949 bis 1951 studierte sie bei Bernhard Heiliger und Fritz Koelle an der Kunsthochschule Berlin-Weißensee. Danach arbeitete sie in Potsdam als freischaffende Bildhauerin. 1969 und 1974 nahm sie an der Bezirkskunstausstellung Potsdam teil.

## Ehrungen
- Vaterländischer Verdienstorden
- Medaille für Kämpfer gegen den Faschismus
- Am Berliner Hauptbahnhof wurde 2005 eine der neuen Straßen auf dem ehemaligen ULAP-Gelände nach Ilse Schaeffer benannt.